# Eubaphe dulcifera
Eubaphe dulcifera là một loài bướm đêm trong họ Geometridae.